# Héctor Gutiérrez Ruiz
Héctor Gutiérrez Ruiz (né le 21 février 1934 à Montevideo, mort en mai 1976 à Buenos Aires) était un homme politique uruguayen, membre du Parti national (Parti blanco). Enlevé le 18 mai 1976 en Argentine, son cadavre fut découvert trois jours plus tard dans une voiture, avec ceux du sénateur Zelmar Michelini et des militants Tupamaros Rosario Barredo et William Whitelaw, victimes de l'opération Condor.

## Biographie
Marié avec Matilde Rodríguez Larreta, Héctor Gutiérrez Ruiz eut cinq enfants. Il étudia le droit et la philosophie, et milita au début dans le secteur herreriste du Parti blanco, accompagnant ensuite Alberto Héber Usher. Gutiérrez Ruiz fut élu député du département de Tacuarembó en 1966. Deux ans plus tard, il participa à la création du mouvement Pour la patrie dirigé par le blanco Wilson Ferreira Aldunate.
Aux élections de 1971, il fut élu à nouveau député, puis dirigea, de 1970 à 1971, le journal El Debate. La Chambre des députés l'élit en 1972 président de celle-ci, puis le réélit l'année suivante, poste qu'il conserva jusqu'au coup d'État militaire du 27 juin 1973.
Il s'exila alors pour l'Argentine, où il se mobilisa contre la dictature uruguayenne. Il était alors en contact avec le sénateur Zelmar Michelini, un dissident colorado qui, après avoir fondé la liste 99, avait créé en exil l'Union artiguiste de libération avec Enrique Erro et un groupe de Tupamaros menés par Luis Mansilla, qui y avait adhéré au nom du Mouvement du 26 mars.

## Assassinat
Héctor Gutiérrez Ruiz fut enlevé le 18 mai 1976 à Buenos Aires, après le coup d'État de mars 1976, en même temps que Zelmar Michelini, et son cadavre fut découvert avec le sien, et celui des militants Tupamaros Rosario Barredo et William Whitelaw, trois jours plus tard.
Le Parlement uruguayen a rendu hommage aux deux parlementaires en 1985, tandis que le Musée historique national de l'Uruguay inaugura le 20 mai 2006 une exposition, intitulée Una nación agredida, en leur honneur. L'affaire Michelini-Gutiérrez Ruiz, liée à l'affaire William Whitelaw et Rosario del Carmen Barredo, a conduit à l'inculpation, en 2006, de l'ex-dictateur uruguayen Juan María Bordaberry, tandis que le général argentin Jorge Olivera Róvere, bras droit de Guillermo Suarez Mason, et son second, le général Bernardo José Menéndez (alors colonel), ont été condamnés en octobre 2009 à la prison à perpétuité, par le tribunal fédéral n° 5 en Argentine, pour crimes contre l'humanité, dont l'assassinat des deux parlementaires. Toutefois, Róvere et José Menéndez demeurent libres tant que la peine n'est pas confirmée en appel.